# Бобовица (Трново)
Бобовица су насељено мјесто у општини Трново, Федерација БиХ, Босна и Херцеговина.

## Становништво
|         | 2013.       | 1991.        | 1981.         | 1971.         |
| Укупно  | 57 (100,0%) | 100 (100,0%) | 175 (100,0%)  | 327 (100,0%)  |
| Бошњаци | 57 (100,0%) | 95 (95,00%)1 | 174 (99,43%)1 | 327 (100,0%)1 |
| Остали  | –           | 5 (5,000%)   | 1 (0,571%)    | –             |

1. 1 На пописима од 1971. до 1991. Бошњаци су пописивани углавном као Муслимани.